# Бугурусланский Покровский монастырь
Бугурусланский Покровский монастырь — женский православный монастырь, находившийся в городе Бугуруслан Самарской губернии (ныне Оренбургская область).
Основан в 1860 году как женская община, спустя четырнадцать лет преобразован в общежительный монастырь. Имел три храма. Действовал до 1924 года, после чего был закрыт, а большая часть построек разрушена.

## История
Ранняя история Покровского монастыря пока не изучалась специалистами. Ряд источников утверждает, что годом основания женской общины в Бугуруслане следует считать 1847 год
Однако известно, что официально женская община была утверждена 3 февраля 1860 года указом Святейшего Синода, для «пресечения неверного учения о церкви, распространяемого лжеинокинями иргизских раскольничьих монастырей и для привлечения их самих к святой церкви». Помещица Е. Е. Ягодинская пожертвовала для общины два дома, а помещик Путилов — 25 десятин земли и каменный дом.
11 сентября 1874 года указом Синода, утверждённым императором Александром II, Бугурусланская женская община была преобразована в нештатный общежительный женский монастырь. 1 октября настоятельница общины Рахиль была возведена в сан игуменьи
На момент преобразования монастырь владел только той землей, на которой он был построен, поэтому для его обеспечения из фондов министерства госимуществ было передано 150 десятин земли. В 1879 году по ходатайству игуменьи Рахили монастырю было выделено ещё 50 десятин и, наконец, в 1886 году по новому ходатайству игуменьи монастырь получил ещё 104 десятины 463 сажени земли. Таким образом, всего от министерства государственных имуществ обитель получила 303 десятины 4652 сажени удобной земли, в том числе 44 десятины 815 саженей пахотной земли, 192 десятины 500 сажень сенокоса, 35 десятин 1547 саженей выгона и 31 десятина кустарника, и неудобной земли 24 десятины 1044 сажени.
В 1867 году бугурусланское городское общество передало общине пустовавшее место в 3 десятины, на берегу Кинеля на расстоянии в пол-версты (≈530 м) от обители. Инокини развели там огород, установили избу, летнюю прачечную и каменную крестильню.
Кроме того, землю для монастыря жертвовали благотворители. Бугурусланский купец С. М. Шувалов пожертвовал монастырю 35 десятин в соседней с городом деревне Карповке. Императорское разрешение на принятие этого участка в монастырское владение было дано 16 июля 1883 года. Самарский купец С. И. Аржинов пожертвовал 21 десятину луговой земли, надворный советник И. А. Тихомиров — 120 десятин.
В 1870 году в монастыре, на правах школы грамоты, было открыто училище, находившееся на полном содержании у обители. В нём обучались сами сёстры монастыря, их малолетние родственницы и дети горожан. В первый год в училище обучалось 20 человек, а к 1915 году число учащихся выросло до 50. Учительницей сперва была указная послушница Н. М. Козмина, после Анисия Быстрицкая, окончившая курс в Самарском епархиальном училище в 1896 году. Закону Божиему учениц обучал священник Г. Архангельский, и его преемники на посту монастырского священника, а пению — диаконы Ростислав Раковский и, позднее, Пётр Ефимов. Учительница получала жалование в 180 рублей в год, а священники и диаконы преподавали безвозмездно. Сёстры также обучались рукоделию в мастерской, расположенной в одном здании с училищем. Они обучались вязанию, белошвейному, переплётному и ковровому мастерству.
Монастырь существовал на средства, вырученные от продажи свечей, икон, изготовленных кружев, тканых одеял, а также на щедрые пожертвования горожан.

### Монастырь при Советской власти
Насельницы монастыря весьма негативно отнеслись к советской власти. Советы отвечали монахиням взаимностью.
Один из директоров Бугурусланского краеведческого музея Семён Николаевич Шрайбман, в 1920-е годы бывший уполномоченным ГПУ по Бугурусланскому уезду, называя монастырь «осиным гнездом контрреволюции», вспоминал, что в ходе боёв на монастырской колокольне был установлен пулемёт белогвардейцев, что в монастыре скрывали белых офицеров, что в монастыре составляли списки большевиков и им сочувствовавших и передавали контрразведке белой армии".
В свою очередь, в 1918 году бугурусланский военный комиссариат своим приказом попытался мобилизовать монахинь в возрасте от восемнадцати до сорока пяти лет, и отправить их в Самарский Иверский монастырь, где они должны были заниматься пошивом обмундирования для Красной Армии, однако монашки проигнорировали этот приказ.
Чтобы уберечь от изъятия советской властью церковные ценности бугурусланских храмов были тайно свезены в монастырь, где они были тщательно укрыты. И хотя ГПУ подозревало об этом и тщательно следило, чтобы ценности не были вывезены за пределы монастыря, но обыски, проведённые в обители, ничего не давали. Однако благодаря личному знакомству некоторых чекистов и молодых монашек в ходе очередного обыска был найден тайник, в котором было обнаружено два с половиной пуда золотых изделий. Ценности были изъяты, а настоятельница игуменья Серафима была арестована.
Монастырь был закрыт в 1924 году. Его постройки были переданы под студенческий городок, однако Покровский храм продолжал действовать минимум до 1936 года. Постепенно монастырские постройки разбирались на кирпичи, так были уничтожены и стена, и храмы, и большинство корпусов. Перед Великой Отечественной войной был разобран и Покровский храм. В сохранившихся корпусах размещалась начальная школа № 1, школа рабочей молодёжи, педагогический техникум. В годы Великой Отечественной войны здесь находились призывной пункт и эвакогоспиталь. В 1974 году в бывшем монастырском здании разместилась станция юных техников, а в 1988 — станция юных туристов.

### Современное состояние
В настоящее время сохранились бывший монастырский корпус, а ныне жилой дом по адресу ул. Гая 5, бывший дом игуменьи (Гая, 3) и здание часовни на углу улиц Гая и Комсомольской (Гая 1). Прочая территория монастыря застроена, на месте монастырского кладбища находятся многоэтажные дома.

## Монастырские владения
Бугурусланский женский монастырь во имя Покрова Пресвятой Богородицы занимал целый квартал на юго-западе Бугуруслана, на набережной реки Большой Кинель, на территории ограниченной улицами Набережной и Орловской, Монастырской и
Заводской (сейчас Комсомольская, Фрунзе, Гая и Партизанская).
В 1864 году монастырь был обнесен оградой размерами 120 саженей (256 м) в длину на 60 саженей (128 м) в ширину. С восточной и северной стороны ограда была каменной, вышиной 6 аршин (4,3 м) , в других частях — деревянная. В 1899 году камнем была выложена ограда и с южной стороны.
Центральный вход осуществлялся через каменные ворота с северной стороны.
На территории монастырской усадьбы размещалось 17 корпусов, и которых 10 были жилыми, а в остальных разместились просфорная, кухня, трапезная, хлебопекарня, квасоварня и рукодельная мастерская. В 1882 году в специально построенном флигеле была открыта больница на 8 коек. Имелась библиотека, в который было примерно 250 томов книг духовно-нравственного содержания. Также на территории монастыря разместился странноприимный дом для богомольцев, открытый в 1901 году.
На углу монастырской ограды, на перекрестке улиц Набережной и Монастырской (ныне Комсомольской и Гая), в 1865 году была поставлена часовня, для сбора пожертвований с проезжавших по улицам. За монастырской оградой, над колодцем, вырытым для сельскохозяйственных нужд, была выстроена ещё одна часовня. В юго-западной части монастыря было монастырское кладбище.
За оградой находились скотный двор, амбары, сараи и три дома для монастырского причта, конюшни, сарай, два погреба, каретник, построенные в 1883 году
Монастырь владел двумя хуторами, один у сельца Наумовка, второй у сельца Никольского. На хуторе близ Наумовки были построены деревянный, крытый железом, флигель для пребывания настоятельницы, дом, крытый железом для размещения сестёр монастыря, деревянная изба для скотниц, крытая тесом, деревянный флигель для наёмных работников, скотный двор, баня, летняя пекарня, два ледника, два амбара, рига для обмолота зерна, зимник для пчёл, которых имелось до 100 ульев. В 1900 году монастырь засевал 16 десятин ржи, 20 десятин пшеницы, 10 десятин овса и 1 десятину гороха, а также картофель.
Также у монастыря было два подворья. Первое располагалось в Самаре, где место для него было приобретено игуменьей Рахилью в 1878 году. Подворье находилось на улице Уральской (ныне Братьев Коростелёвых), напротив Покровской церкви. Второе находилось в селе Абдулино, в доме, пожертвованном купцом А. Савельевым.

### Храмы
Первым храмом в монастыре была временная церковь во имя иконы Божией Матери «Всех Скорбящих Радость».
В 1862 года начались работы по строительству постоянного каменного храма. В 1867 году был построен холодный трёхпрестольный храм с примыкавшей к нему колокольней. Храм имел форму креста с главным престолом во главе и приделами по сторонам. Имел 16 окон, и был увенчан крестом, обитым медью, был покрыт железом. Главный престол епископом Герасимом был освящён во имя Покрова Пресвятой Богородицы и храмовый праздник отмечался 1 октября. Левый придел был освящён во имя святителя великомученика Пантелеимона и храмовый праздник отмечался 27 июля. Правый придел был освящён в честь святого князя Александра Невского, а храмовые праздники отмечались дважды в год: 30 августа в честь Александра Невского и 17 сентября во имя мученицы Любови.
6 октября 1868 года был освящён построенный на средства жителей Бугуруслана храм во имя иконы Божией Матери «Всех Скорбящих Радость». Храм был каменный, тёплый, колокольни не имел, колокола висели на деревянных столбах. Церковь сильно пострадала при пожаре, случившемся в монастыре в январе 1877 года, однако быстро была восстановлена и уже 22 сентября 1877 года была заново освящена самарским епископом Герасимом. Храмовый праздник отмечался 24 октября.
После пожара в 1877 году была построена полукаменная домовая церковь во имя рождества Иоанна Крестителя, крытая тесом и окрашенная масляной краской по штукатурке. Была освящена 3 февраля 1877 года. После открытия Свято-Троицкого храма она была упразднена.
В 1893 году самарский епископ Гурий освятил место для закладки нового храма. Шесть лет на средства купца М. Ф. Рожнова велось строительство нового тёплого каменного трёхпрестольного храма. Храм имел 17 глав, увенчанных позолоченными железными крестами, освещался 32 окнами различной величины. Он был освящён в 1899 году. Главный придел был освящён во имя Святой Троицы, храмовые праздники отмечался 25 мая в честь Святой Троицы и 20 сентября во имя святителя князя Михаила Черниговского. Левый придел был освящён во имя святителей Митрофана Воронежского, Тихона Задонского, Гурия Казанского и Феодосия Черниговского с праздниками 23 ноября, 13 августа, 9 сентября и 4 октября соответственно. Правый придел был посвящён иконе Божией Матери «Скоропослушница» и преподобной Ангелине Сербской, а праздники отмечались 3 ноября и 30 июля.

### Особо чтимые иконы
В монастыре имелись особо чтимые иконы:
- Божией Матери «Всех Скорбящих Радость», пожертвованная епископом Феофилом общине при открытии.
- Божией Матери «Скоропослушница». Была прислана в монастырь в 1870-м году с горы Афон. Особо почиталась горожанами, так как ой приписывалась чудесное избавление от эпидемии холеры, охватившей город в 1871—1872 годах. Для иконы была сделана серебро-позолоченная риза с жемчугом и драгоценными камнями.
- Список с чудотворной Казанской иконы Божией Матери.
- Список с древней иконы Божией Матери «Взыскание погибших», пожертвованный монастырю самарским епископом Герасимом в 1877 году.
- Святителя великомученика и целителя Пантелеимона, привезённая в 1882 году из Андреевского скита с горы Афон с частицами находившихся в ней святых мощей. Для иконы была изготовлена серебро-позолоченная риза с эмалевым украшением.

Также в обители имелись почитаемые иконы «Достойно есть», «Млекопитательница», «Слово плоть бысть» и «Святого великомученика Иоанна воина», пожертвованные различными благотворителями.

## Насельницы
В первые годы после преобразования в монастырь, в нём проживало 111 человек вместе с настоятельницей. К началу XX века в монастыре проживало 253 человека, а к 1916 году — 264 человека, в том числе: одна игумения, 65 манатейных монахинь, 123 рясофорных послушницы, 1 указная послушница и 74 послушницы.

### Настоятельницы
Первой настоятельницей женской общины была его основательница, коллежская советница Елизавета Ягодинская.
После неё обителью управляли настоятельницы манатейная монахиня Дорофея (Д. П. Зуева) (ушла на покой по болезни в 1870 году), игуменья Рахиль (при епископе Гурии за какие-то проступки осуждена, лишена игуменства, низведена до степени простой монахини). С 1913 года настоятельницей была игуменья Аполлинария (А. Ф. Злобина).
Последней настоятельницей монастыря была игуменья Серафима (в миру Серафима Андриановна Почеревина). Она родилась 23 апреля (6 мая) 1870 года в селе Радовка (ныне Абдулинский район Оренбургской области).
С восьми лет Серафима была отдана в Покровский женский монастырь Бугуруслана, где и пребывала до его закрытия. В 1922 году была арестована и осуждена на 9 месяцев лишения свободы за укрывательство церковных вещей от изъятия. Вторично была арестована 9 декабря 1937 года в Самаре. Обвинялась в том, что в 1937 году прибыла из Бугуруслана, «поселилась в подпольном монастыре, принимала участие в анисоветской деятельности, ставила на обсуждение вопросы борьбы с советской властью, участвовала на нелегальных ночных сборищах в церкви, где обсуждались вопросы повстанческого, террористического характера». Виновной себя не признала. Постановлением тройки при УНКВД по Куйбышевской области была признана виновной по преступлениям, указанным в статьях 58-10 ч. 2 и 58-11 УК РСФСР, и осуждена к высшей мере наказания. Была расстреляна 15 января 1938 года. Место захоронения неизвестно. 14 января 1956 года была реабилитирована военной прокуратурой Приволжского военного округа.

### Причт
Первым священником монастыря в 1860 году стал Иоанн Боголюбский, до того бывший заштатным протоиереем Бугурусланского Спасо-Вознесенского собора, первым диаконом Петр Петропавловский. За ними с 1862 года преемственно были священники Венедикт Цветаев, Дмитрий Петров, Георгий Архангельский, Константин Сахаров, диаконы: Никита Бенепольский, Иосиф Федоров и другие